# Aéroport de Tirupati
L'aéroport de Tirupati (code IATA : TIR • code OACI : VOTP) est un aéroport régional situé à Renigunta, dans la banlieue de Tirupati dans l'État de l'Andhra Pradesh en Inde.

## Histoire
L'aéroport de Tirupati a été mis en service en 1971. Il a été agrandi en 1999 et déclaré aéroport international en 2017. Des travaux sont en cours début 2020 pour l'agrandir afin qu'il accueille ses premiers vols internationaux et pour servir d'aéroport de secours aux aéroports voisins de Chennai et Bengalore.

## Situation
| \| 300 km1:23 714 000 \| Delhi Bombay Madras Bangalore Calcutta Hyderabad Cochin Ahmedabad Goa Pune Thiruvananthapuram Calicut Lucknow Guwahati Srinagar Jaipur Bhubaneswar Coimbatore Nagpur Indore Mangalore Visakhapatnam Patna Amritsar Chandigarh Tiruchirappalli Jammu Raipur Bénarès Agartala Port Blair Vadodara Imphal Bagdogra Madurai Bhopal Ranchi Aurangabad Udaipur Leh Tirupati Rajkot Jodhpur Dehradun Dibrugarh Silchar Gaya Cannanore Vijayawada Surate Durgapur Jamnagar Belagavi Hubli-Dharwad Khajurâho Nanded Aizawl Dimapur Agra Bathinda |
| 300 km1:23 714 000 |

## Compagnies aériennes et destinations
| Compagnies   | Destinations                                                                                             |
| ------------ | --- |
| Air India    | Delhi-Indira Gandhi, Hyderabad-R. Gandhi                                                                 |
| Alliance Air | Hyderabad-R. Gandhi                                                                                      |
| IndiGo       | Bangalore-Kempegowda, Hyderabad-R. Gandhi, Kolhapur, Bombay-Chhatrapati-Shivaji, Rajahmundry, Vijayawada |
| SpiceJet     | Hyderabad-R. Gandhi, Bombay-Chhatrapati-Shivaji                                                          |
| Star Air     | Hubli |
| TruJet       | Belgaum, Hyderabad-R. Gandhi                                                                             |

Édité le 02/04/2020

## Statistiques
Pour des raisons techniques, il est temporairement impossible d'afficher le graphique qui aurait dû être présenté ici.

Voir la requête brute et les sources sur Wikidata.

## Accidents
- Le 15 novembre 1993, un Airbus A300 assurant le vol IC-440 Indian Airlines entre Bombay[N 1] et Hyderabad a atterri d'urgence dans une rizière à proximité de l'aéroport de Tirupati, après s'être dérouté à cause d'une faible visibilité et d'un atterrissage interrompu. Il y eut aucun blessé grave[9].
- Le 29 janvier 2019, le vol AI-541 Air India subit des dommages dus à des objets traînant sur la piste de l'aéroport de Tirupati. Il réussit néanmoins à atterrir en toute sécurité à Hyderabad malgré des dommages importants sur l'aile de l'avion[10].